# جیمی کلارک (بازیکن فوتبال، زاده ۱۹۸۲)
جیمی کلارک (انگلیسی: Jamie Clarke؛ زادهٔ ۱۸ سپتامبر ۱۹۸۲) بازیکن فوتبال اهل بریتانیا است.
از باشگاه‌هایی که در آن بازی کرده‌است می‌توان به باشگاه فوتبال یورک سیتی، باشگاه فوتبال منزفیلد تاون، باشگاه فوتبال روچدیل، باشگاه فوتبال گینزبورو ترینیتی، باشگاه فوتبال گریمزبی تاون، باشگاه فوتبال بوستون یونایتد و باشگاه فوتبال گایزلی اشاره کرد.